# 須賀信行
須賀 信行（すが　のぶゆき、1934年9月28日 - 2018年1月18日）は、日本の空手家。

## 来歴
千葉県流山市出身。15歳のときに、高校の体育館で韓武舘の稽古風景をたまたま覗いたことから韓武舘に入門。
1954年(昭和29年)、20歳のときに開催された空手界最初の全国大会である、第一回全国空手道選手権大会において優勝をする。第二回大会でも優勝し、連覇を果たすが、翌年の第三回大会では準決勝で足払いの後に突きを決められ一本負けをし、それを機に23歳にして現役選手を引退する。
以降は当時新宿に所在した全日本空手道連盟錬武会の本部道場にて指導者となり、第5回大会、第7回大会で優勝した豊倉宏眞（現、錬武会副会長）などを指導する。
1997年（平成9年）錬武会の理事長に就任し、その後第五代会長となる。
2018年（平成30年）1月18日、83歳で死去。

## 人物
- 高校時代は軟式野球部に所属し、千葉県大会での優勝経験がある。野球部の練習終了後、韓武舘に通っていた。
- 第一回大会決勝では前蹴り、回し蹴りにより一本勝ち、第二回大会決勝では二段蹴りにて勝利するなど、現役選手時代は蹴り技を得意としていた。
- 本職は鉄道公安職員であり、国鉄民営化後は警視庁に勤務。1995年（平成7年）に蔵前警察署署長を退官。
- 1995年（平成7年）より千葉県関宿町助役となり野田市への編入合併に尽力。2003年（平成15年）に合併により退任。